# Оук-Левел (Вірджинія)
Оук-Левел (англ. Oak Level) — переписна місцевість (CDP) в США, в окрузі Генрі штату Вірджинія. Населення — 803 особи (2020).

## Географія
Оук-Левел розташований за координатами 36°47′41″ пн. ш. 79°56′29″ зх. д. / 36.79472° пн. ш. 79.94139° зх. д. (36.794846, -79.941429).  За даними Бюро перепису населення США в 2010 році переписна місцевість мала площу 15,72 км², з яких 15,71 км² — суходіл та 0,01 км² — водойми.

## Демографія
Згідно з переписом 2010 року, у переписній місцевості мешкало 857 осіб у 393 домогосподарствах у складі 253 родин. Густота населення становила 55 осіб/км².  Було 439 помешкань (28/км²).
Расовий склад населення:
| - 92,3 % — білих - 6,8 % — чорних або афроамериканців - 0,4 % — корінних американців - 0,1 % — азіатів |

До двох чи більше рас належало 0,5 %. Частка іспаномовних становила 0,2 % від усіх жителів.
За віковим діапазоном населення розподілялося таким чином: 18,2 % — особи молодші 18 років, 57,6 % — особи у віці 18—64 років, 24,2 % — особи у віці 65 років та старші. Медіана віку мешканця становила 47,6 року. На 100 осіб жіночої статі у переписній місцевості припадало 95,2 чоловіків;  на 100 жінок у віці від 18 років та старших — 91,5 чоловіків також старших 18 років.
Середній дохід на одне домашнє господарство  становив 37 334 долари США (медіана — 35 870), а середній дохід на одну сім'ю — 51 153 долари (медіана — 58 295). За межею бідності перебувало 16,6 % осіб, у тому числі 0,0 % дітей у віці до 18 років та 4,9 % осіб у віці 65 років та старших.
Цивільне працевлаштоване населення становило 273 особи. Основні галузі зайнятості: виробництво — 54,2 %, роздрібна торгівля — 18,7 %, науковці, спеціалісти, менеджери — 7,3 %, освіта, охорона здоров'я та соціальна допомога — 5,9 %.